# Штайн-Боккенгайм
Штайн-Боккенгайм (нім. Stein-Bockenheim) — громада в Німеччині, розташована в землі Рейнланд-Пфальц. Входить до складу району Альцай-Вормс. Складова частина об'єднання громад Вельштайн.
Площа — 5,55 км2. Населення становить 656 ос. (станом на 31 грудня 2020).

## Галерея

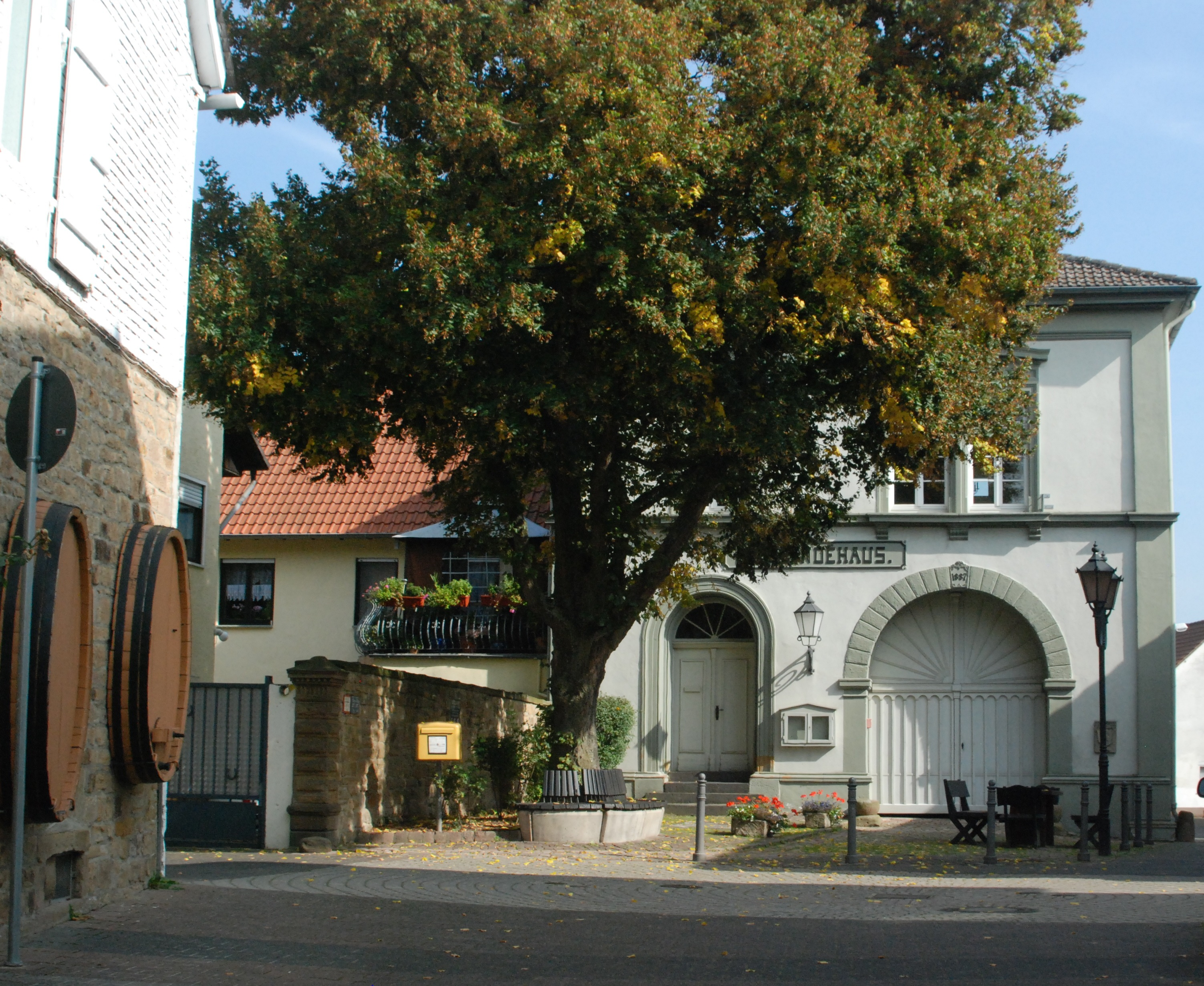
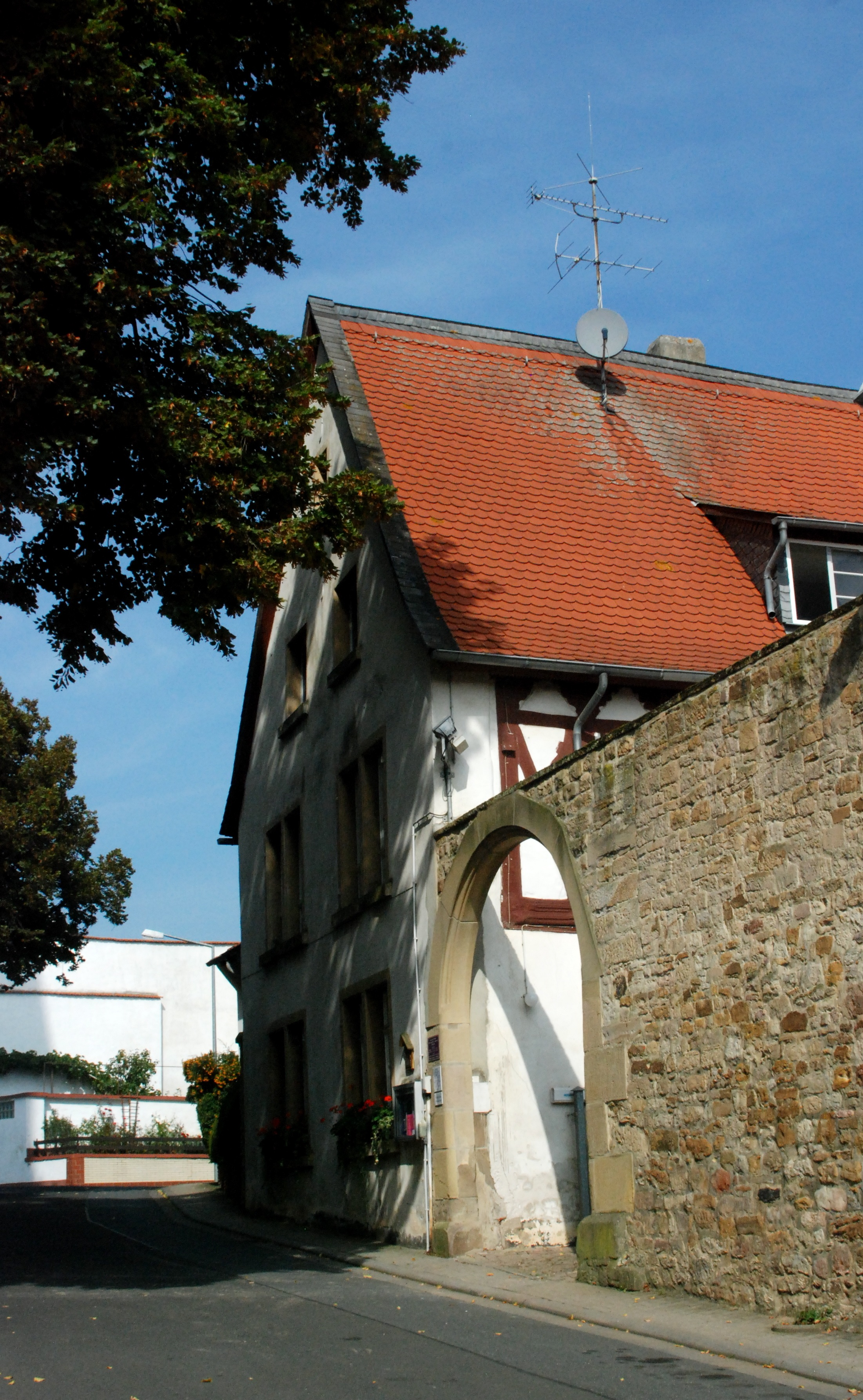